# Ḩasansū
Ḩasansū (persiska: حسن سو) är en ort i Iran.   Den ligger i provinsen Nordkhorasan, i den nordöstra delen av landet, 500 km öster om huvudstaden Teheran. Ḩasansū ligger 1 238 meter över havet och antalet invånare är 728.
Terrängen runt Ḩasansū är huvudsakligen kuperad, men västerut är den bergig. Terrängen runt Ḩasansū sluttar norrut. Runt Ḩasansū är det ganska glesbefolkat, med 27 invånare per kvadratkilometer. Närmaste större samhälle är Āshkhāneh, 9,7 km nordväst om Ḩasansū. Omgivningarna runt Ḩasansū är i huvudsak ett öppet busklandskap.